# ماینس وان (گروه موسیقی)
ماینس وان (به انگلیسی: Minus One) گروه موسیقی قبرسی است.
آن ها در مسابقه آواز یوروویژن ۲۰۱۶ نماینده قبرس بودند.